# Mengoana jeschaui
Mengoana jeschaui is een slakkensoort uit de familie van de Hygromiidae. De wetenschappelijke naam van de soort is voor het eerst geldig gepubliceerd in 1878 door Kobelt.